# Тупуджи Імере
Футбольний клуб «Тупуджи Імере» або просто «Тупуджи Імере» (англ. Tupuji Imere) — вануатський футбольний клуб з міста Порт-Віла. Окрім футбольної команди, «Тупуджи Імере» також має баскетбольну команду, а також футзальну команду «Тупуджи Амбассадорс». Баскетбольна команда виступає в Жіночій баскетбольній лізі Порт-Віли.
Клуб виступає в Телеком Прем'єр-лізі Вануату та Футбольній лізі Порт-Віли, вищих футбольних дивізіонах країни. «Тупуджі Імере» — єдиний футбольний клуб Вануату, який досі зберігає свої позиції в Прем'єр-лізі з моменту її заснування 1980 року.

## Історія
Заснований 1999 року. Тривалий час залишався єдиним конкурентом «Тафеа», який регулярно вигравав чемпіонат Вануату з 1994 року. У 2002 році команда виграла Чемпіонат Вануату ЛБФ, але після цього найкращим її результатом було лише 2-ге місце. Намагаючись зламати гегемонію двох провідних команд Вануату, «Тафеа» та «Амікаля», Меле з ФК Тупуджі Імере купив у липні 2012 року двох професіональних нігерійських футболістів Езекіеля Одафіна Едевора та Соломона Опейємі Олатаде.

## Досягнення
- Футбольна ліга Порт-Віли
  -  Чемпіон (1): 2017/18
  -  Срібний призер (1): 2007

- Кубок ЛБФ
  -  Володар (1): 2002

- Кубок Футбольної Асоціації Порт-Віли
  -  Володар (1): 2016